# 21st Century Fox
21st Century Fox was een Amerikaans multinationaal massacommunicatiebedrijf. Het bedrijf is opgeheven en de meeste activiteiten zijn per 20 maart 2019 ondergebracht bij The Walt Disney Company. De grote FOX televisiezenders zijn ondergebracht bij het nieuwe Fox Corporation. 
21st Century Fox kwam voort uit een herstructurering van Rupert Murdochs News Corporation in juni 2013. De geschreven pers werd ondergebracht in het nieuwe News Corp, terwijl de beeld- en audiobedrijven gebundeld zijn onder 21st Century Fox. 

## Activiteiten
De activiteiten waren verdeeld over vier bedrijfsonderdelen:
- Televisie: Het bezit een groot aantal televisiestations in de Verenigde Staten. Al deze stations bereiken ongeveer een derde van de Amerikaanse huishoudens. Het heeft verder distributieovereenkomsten met meer dan 200 andere stations waarmee bijna alle huishoudens in het land worden bereikt;
- Films: Het is eigenaar van de filmstudio 20th Century Fox, het maakt films voor theaters en televisie en verzorgt ook de distributie hiervan;
- Belangen: Het bedrijf heeft aandelenbelangen in diverse andere bedrijven, waaronder een aandelenbelang in 39% in het beursgenoteerde Sky en is mede-eigenaar van de Endemol Shine Group. Eind 2016 deed het een bod van 18,5 miljard pond op alle aandelen Sky die het nog niet in handen heeft.[1]

De aandelen zijn genoteerd op de NASDAQ-beurs. Hier staan gewone aandelen van klasse A en klasse B genoteerd. Het bedrijf heeft een gebroken boekjaar dat op 30 juni eindigt. 

## Splitsing en overname door Disney
In december 2017 is het bedrijf een grote transactie met The Walt Disney Company overeengekomen. 21st Century Fox is gesplitst, een deel is zelfstandig verder gegaan als Fox Corporation. Het grootste deel is overgenomen door Disney. 
In het nieuwe Fox Corporation zitten bedrijfsonderdelen als Fox News Channel, Fox Business Network, de Amerikaanse tak van Fox Sports, Fox Broadcasting Company, Fox Television Stations Group, en de sport kabelnetwerken FS1, FS2, Fox Deportes en Big Ten Network (BTN). Dit onderdeel verkrijgt hiermee ongeveer een derde van de omzet van de ongesplitste 21st Century Fox, zo'n US$ 10 miljard op jaarbasis.